# Etanol
El etanol, también llamado alcohol etílico, es un compuesto químico orgánico alifático con un grupo funcional hidroxilo, formando parte de la familia de los alcoholes, de fórmula empírica C2H6O. Su fórmula química semidesarrollada es CH3-CH2-OH, y masa molecular de 46.08. Es un alcohol que en condiciones normales de presión y temperatura se presenta como un líquido incoloro, con un olor etéreo muy penetrante, similar al ácido acético (aunque no es desagradable) y es muy inflamable. Tiene una temperatura de ebullición de 78.4 °C. Miscible en agua en cualquier proporción, la concentración de 96 % en peso forma una mezcla azeotrópica.
Es un compuesto que se ha obtenido desde la antigüedad por medio de procesos fermentativos de azúcares simples, pudiendo ser ingerido y comportándose fisiológicamente como una sustancia psicoactiva. Es el compuesto característico de las llamadas bebidas alcohólicas, como el vino (con alrededor de un 13 % V/V), la cerveza (entre un 5 % V/V y un 8 % V/V), los licores (hasta un 50 % V/V) o los aguardientes (hasta un 70 % V/V).

## Etimología
El etanol es el nombre sistemático definido por la Unión Internacional de Química Pura y Aplicada (IUPAC en inglés) para una molécula con dos átomos de carbono (prefijo "et-") que tiene un único vínculo entre ellos (el sufijo "-ano" ) y un grupo hidroxilo unido -OH (sufijo "-ol").
El prefijo de etilo fue acuñado en 1834 por el químico alemán Justus von Liebig. etilo es una contracción de la palabra francesa éter (cualquier sustancia que se evapora o sublima fácilmente a temperatura ambiente) y la palabra griega ύλη ( hylé, sustancia).
El nombre de etanol fue acuñado como resultado de una resolución que fue adoptada en la Conferencia Internacional sobre Nomenclatura Química que se celebró en abril de 1892 en Ginebra, Suiza.

## Historia

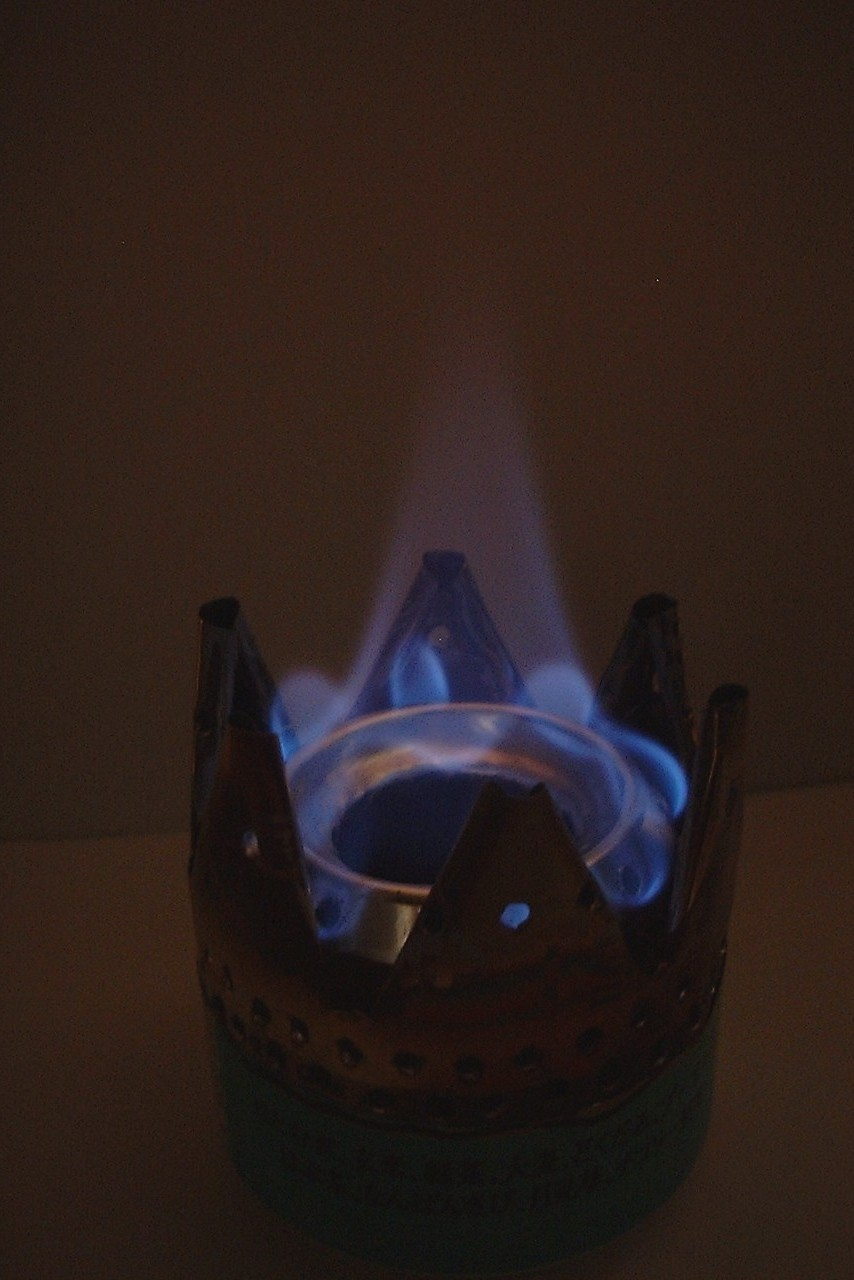
El etanol utilizado como combustible para un quemador

El etanol ha sido consumido por el hombre desde la prehistoria a través bebidas alcohólicas. Los residuos secos en cerámicas de 9000 años de antigüedad encontrados en la China implica que las bebidas alcohólicas ya eran utilizadas incluso entre los pueblos neolíticos. Su aislamiento como compuesto relativamente puro fue logrado por el alquimista persa Al-Razi (865-925). Los alquimistas lo denominaban aqua vitae.
Dos otros químicos que contribuyeron al desarrollo de las técnicas de destilación fueron Geber (Gabir ibn Hayyān al-Sūfī) y Al-Kindi (Alkindus). En escritos atribuidos a Geber (721-815) menciona los vapores inflamables del vino hervido. Al-Kindi (801-873) describe claramente la destilación de vino.
En 1796, Johann Tobias Lowitz obtuvo etanol puro por destilación del etanol a través de filtraje de carbón activado.
Antoine Lavoisier describió el etanol como un compuesto de carbono, hidrógeno y oxígeno, y en 1808 Nicolas Théodore Saussure determinó la fórmula química del etanol. Cincuenta años más tarde, A. Scott Coupe publicó la fórmula estructural del etanol, y lo situó entre los primeros compuestos a los cuales se les determinó su estructura química.
El etanol pudo ser preparado de manera sintética en 1826 gracias a los trabajos realizados de manera independiente por Henry Hennel en Gran Bretaña y S.G. Sérullas en Francia. En 1828, Michael Faraday preparó etanol catalizando con una hidratación ácida de etileno, un proceso similar al que usa actualmente la industria en la síntesis de etanol.
En los Estados Unidos, el etanol ya fue utilizado como combustible en lámparas en 1840, pero un impuesto que gravó el alcohol industrial durante la guerra civil estadounidense provocó que este tipo de uso fuera poco económico. Este impuesto fue derogado en 1906, y a partir de 1908 en adelante los automóviles Ford Model T pudieron ser adaptados para funcionar con etanol. Con el advenimiento de la ley seca del 1920, los vendedores de combustible de etanol fueron acusados de ser aliados de los moonshiners, los destiladores ilegales de alcohol, y el combustible de etanol cayó otra vez en desuso hasta ya a finales del XX.

## Magnitudes y unidades de medida en las bebidas
La magnitud que mide la concentración de alcohol en las bebidas es la graduación alcohólica o, más técnicamente grado alcohólico volumétrico, a menudo, pero se acostumbra a abreviar como volumen o graduación.
La unidad antiguamente era el grado alcohólico que se expresaba en las botellas como una o en superíndice (°), actualmente se expresa simplemente como porcentaje precedido por la palabra Volumen o Vol.. Ambas unidades son equivalentes.

## Propiedades físicas

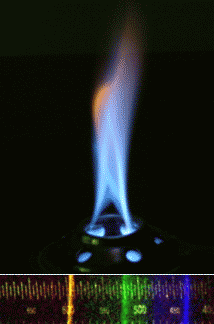
La crema de etanol con su espectro representado

El etanol es un líquido volátil e incoloro que tiene un olor intenso muy característico. Cuando se quema produce una llama azul sin humo que no siempre es visible a la luz normal.
Las propiedades físicas de etanol se derivan principalmente de la presencia de su grupo hidroxilo y la brevedad de su cadena de carbono. El etanol del grupo hidroxilo es capaz de participar en la vinculación del hidrógeno, que lo convierte en más viscoso y menos volátil que otros compuestos orgánicos polares de un peso molecular parecido.
El etanol es un disolvente versátil, miscible con agua y con muchos disolventes orgánicos, incluidos los de ácido acético, acetona, benceno, el tetracloruro de carbono, cloroformo, dietiléter, etilenglicol, glicerol, nitrometano, piridina, y tolueno. También es miscible con hidrocarburos alifáticos ligeros, como el pentano y el hexano, y con cloruros alifáticos como por ejemplo el tricloroetano y tetracloroetileno.
La miscibilidad del etanol con el agua contrasta con la de alcoholes de cadena más larga, con cinco o más átomos de carbono; la mezcla con el agua disminuye de manera drástica cuando el número de carbonos aumenta. La mezcla de etanol con alcanos se limita a los alcanos por sobre el undecaneno, las mezclas al dodecaneno, y los alcanos muestran una mayor franja de mezcla por debajo de una determinada temperatura (aprox. 13 °C para el dodecaneno). En la miscibilidad la franja tiende a ser más amplia con alcanos mayores y la temperatura necesaria para conseguir la miscibilidad completa aumenta.
Las mezclas de etanol y agua tienen menos volumen que la suma de sus componentes individuales en las fracciones dadas. Mezclando volúmenes iguales de etanol y agua da como resultado sólo 1,92 volúmenes de mezcla. La mezcla de etanol y agua es exotérmica. A 298 K hasta aprox. 777 J/mol están en libertad.
El etanol y el agua forman una mezcla azeotrópica a aprox. 89% mol-mol de etanol y 11% de agua, o una mezcla de volumen del 96% de etanol y un 4% de agua, a presión normal, y a T = 351 K. Esta mezcla azeotrópica depende muy estrechamente de la temperatura y la presión existente, y se desvanece en temperaturas por debajo de los 303 K.

Propiedades termofísicas de las mezclas de etanol con agua y dodecaneno
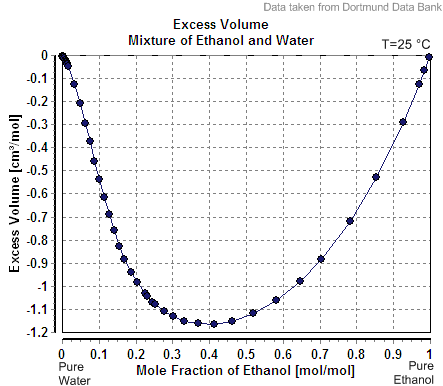
Exceso de volumen de la mezcla de etanol y agua (contracción de volumen)
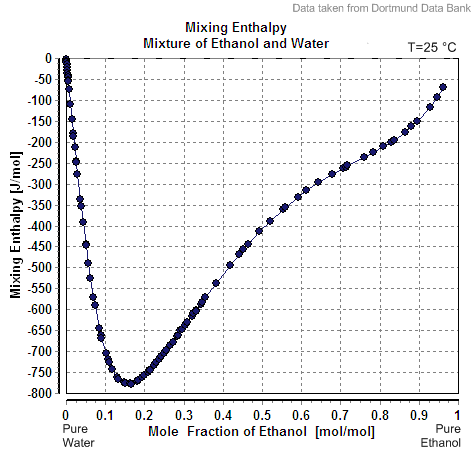
Calor de la mezcla de etanol y agua
Equilibrio líquido-vapor de la mezcla de etanol y agua (incluidas las azeotrópicas))
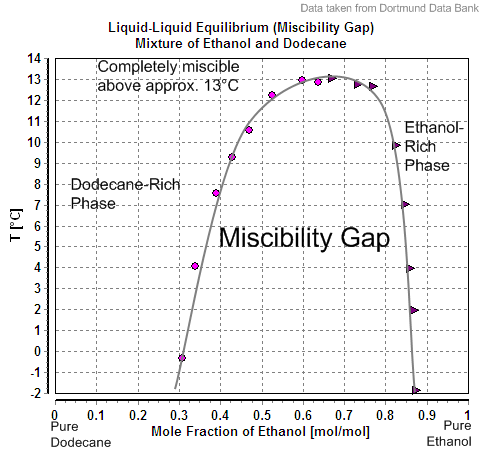
Diferencia de miscibilidad en la mezcla de etanol y dodecaneno

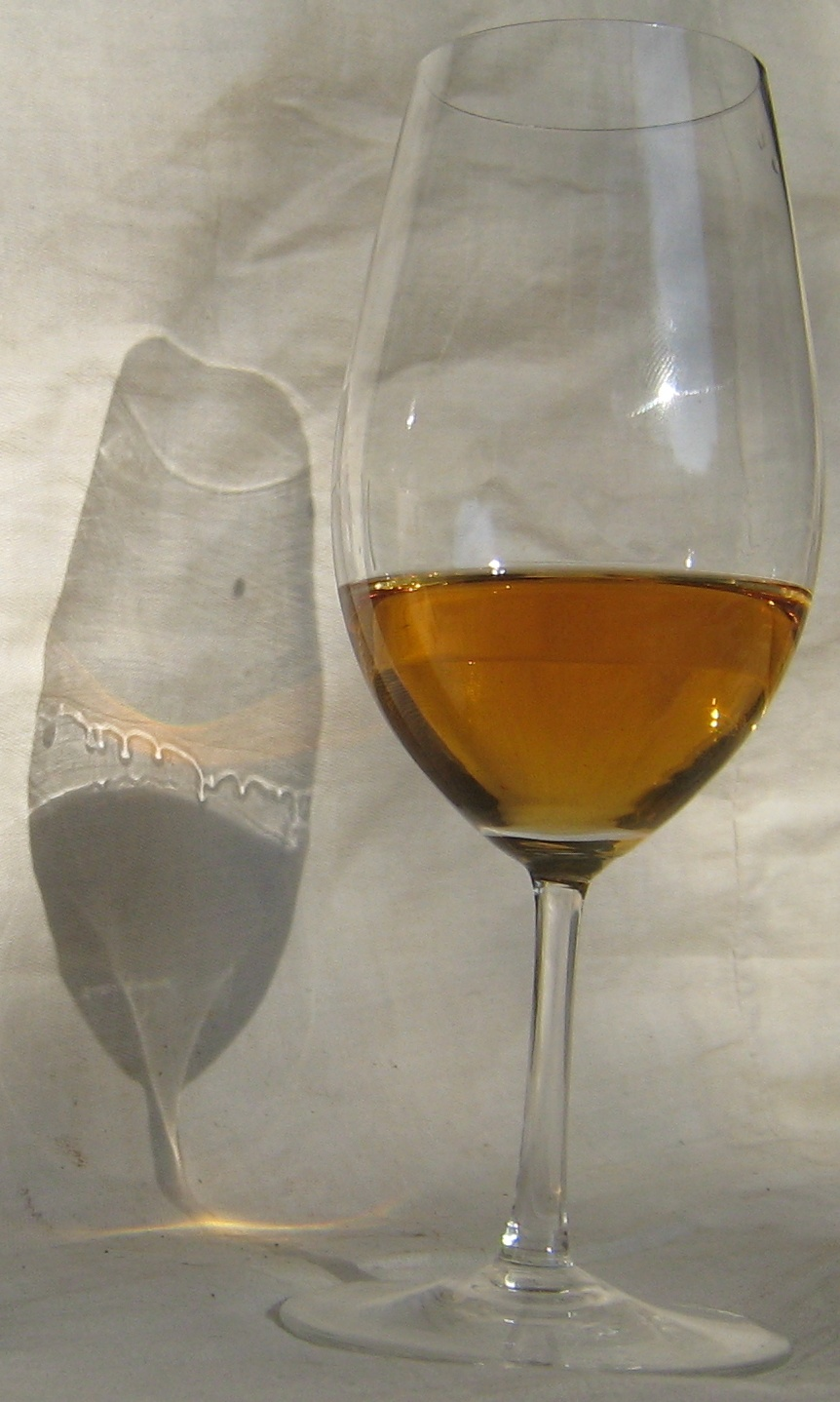
En la sombra de la copa se observan claramente las "lágrimas del vino" fenómeno en el que está implicado el contenido de etanol del vino.

Los enlaces de hidrógeno provocan que el etanol puro sea higroscópico en la medida que fácilmente absorbe el agua del aire.

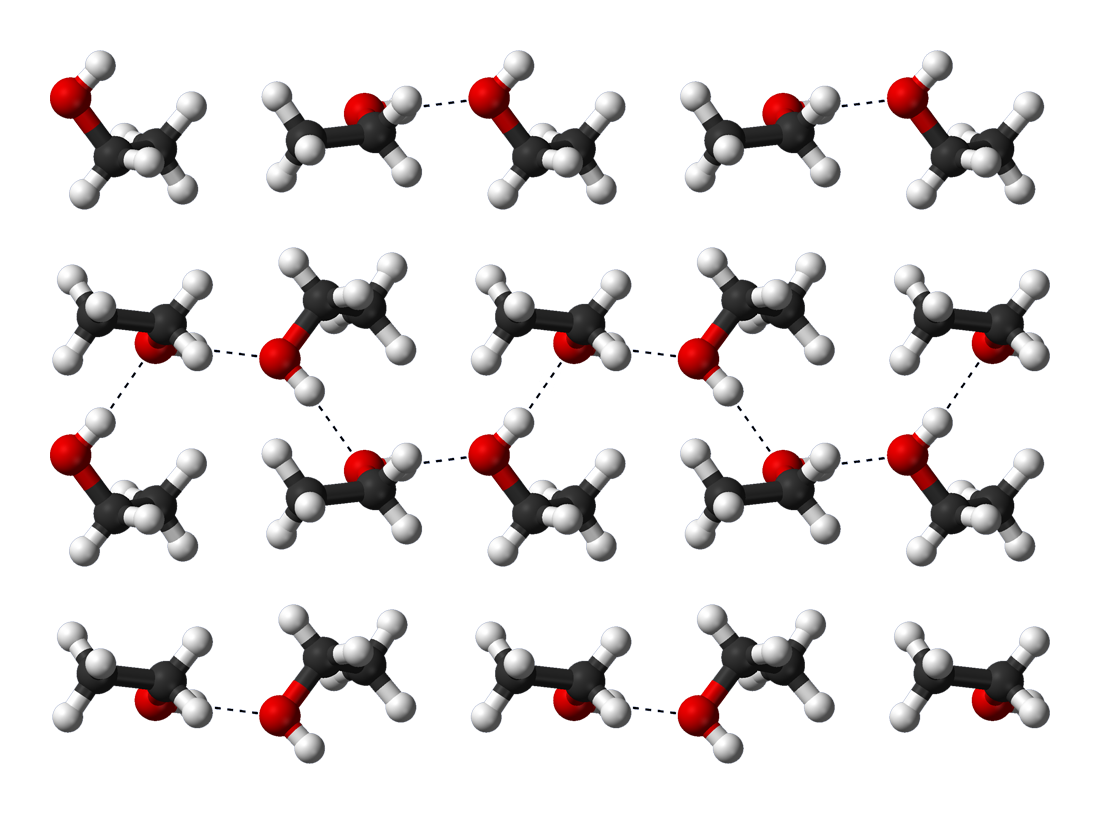
Los enlaces del hidrógeno en el etanol en estado sólido a −186 °C

 La naturaleza polar del grupo hidroxilo hace posible que el etanol pueda disolver muchos compuestos iónicos, especialmente hidróxidos de sodio y de potasio, cloruro de magnesio, cloruro de calcio, cloruro de amonio, bromuro de amonio y bromuro de sodio. Los cloruros de sodio y potasio son ligeramente solubles en etanol. Cómo el etanol también tiene una molécula no polar final, también puede disolver sustancias no polares, incluyendo la mayoría de los aceites esenciales, y numerosos saborizantes, colorantes, medicamentos y agentes.
La adición de un pequeño tanto por ciento de etanol al agua reduce de manera drástica la tensión superficial del agua. Esta propiedad explica en parte el fenómeno de las "lágrimas del vino". Cuando el vino se remueve en una copa, el etanol se evapora rápidamente de la fina capa de vino y va a parar a la pared de vidrio. Como el contenido de etanol del vino disminuye, aumenta su tensión superficial y la película de gotas desliza por el vidrio de una manera característica.
Mezclas de etanol y agua que contengan, aproximadamente, más del 50% de etanol, son inflamables y se pueden encender fácilmente. Una estufa de alcohol se ha desarrollado en el India, que funciona con un 50% de mezcla de etanol y agua. El grado de alcohol es una prueba ampliamente utilizada para medir la cantidad de etanol (es decir, de alcohol) que la contiene la mezcla, a menudo una bebida alcohólica. En el siglo XVIII, la prueba se determinó mediante la adición de un licor, como el ron, en la pólvora. Si la pólvora puede explotar, se considera "la prueba de los 100 grados" y que es un buen licor.
Soluciones de etanol y agua que contienen menos del 50% de etanol también pueden ser inflamables si la solución es calentada. Algunos métodos de cocción en los que se añade vino o brandy a una sartén caliente, causa un vapor que después se puede encender para quemar el exceso de alcohol. Este fenómeno se conoce como flambeado y es típico de la cocina gourmet. 
El etanol es un poco más refractando que el agua, con un índice de refracción de 1,36242 (a λ = 589,3 nm y 18,35 °C).
Al ingerirse, se metaboliza oxidándose dentro del organismo y se transforma en etanal (acetaldehído), el cual es el verdadero causante de la embriaguez y su consecuente resaca.

## Propiedades químicas
Los alcoholes pueden ser primarios, secundarios o terciarios, en función del número de átomos de hidrógeno sustituidos en el átomo de carbono al cual se encuentra enlazado el grupo hidroxilo. El etanol está clasificado como un alcohol primario, lo cual significa que el carbono a la que su grupo hidroxilo se adjunta tiene al menos dos átomos de hidrógeno. La química del etanol está muy relacionada con la de su grupo hidroxilo.
- Química ácido-base. El etanol del grupo hidroxilo hace que la molécula sea un poco básica, a pesar de que es casi neutro como el agua. El pH del 100% de etanol es de 7,33, en comparación con el 7,00 del agua pura. Cuantitativamente el etanol puede ser convertida en su base conjugada, el ion etóxido (CH3CH2O?), por una reacción con metales alcalinos cómo el sodio:[16]

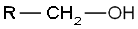
Alcohol primario

2 CH3CH2OH + 2 Na → 2 CH3CH2ONa + H2,
O una base muy sólida, como el hidruro sódico:
CH3CH2OH + NaH → CH3CH2ONa + H2.
Esta reacción no es posible en una solución acuosa, puesto que el agua es más ácida, de forma que se prefiere el hidróxido a una formación de un alcóxido.
- Halogenación. El etanol reacciona con halogenuros de hidrógeno para producir haloalcanos cómo el cloruro de etilo y el bromuro de etilo:

CH3CH2OH + HCl → CH3CH2Cl + H2O
La reacción de ácido clorhídrico (HCl) requiere un catalizador cómo el cloruro de zinc. La reacción del cloruro de hidrógeno en presencia del respectivo cloruro de zinc se conoce como el reactivo o test de Lucas.
CH3CH2OH + HBr → CH3CH2Br + H2O
El ácido bromhídrico (HBr) requiere un reflujo con el ácido sulfúrico como catalizador.
Los haloalcanos etílicos también pueden ser producidos por la reacción de etanol con agentes halogenantes más especializados, como el cloruro de tionilo para la preparación del cloruro de etilo, o de fósforo tribromide (PBr3) para la preparación de bromuro de etilo.
CH3CH2OH + SOCl2 → CH3CH2Cl + SO2 + HCl
- Haloformo. La reacción haloforma es una reacción química donde un haloformo (CHX3, donde X es un halógeno) es producido por la exhaustiva halogenación de un metilo cetona (una molécula que contiene un grupo R-CO-CH3) en presencia de una base.[25]

Molécula en 3D y en rotación
rojo: oxígeno; gris: carbono; blanco: hidrógeno

- Formación de ésteres. En virtud de las condiciones con catalizadores ácidos, el etanol reacciona con ácidos carboxílicos (RCOOH) para producir ésteres de etilo y agua:

RCOOH + HOCH2CH3 → RCOOCH2CH3 + H2O.
En esta reacción, para producir rendimientos útiles, hay que eliminar el agua que aparece como producto. El etanol también puede formar ésteres con ácidos inorgánicos. El dietilo sulfato y el fosfato trietilo, preparado respectivamente por la reacción de etanol con ácido fosfórico y con ácido sulfúrico, son útiles como agentes en la síntesis orgánica. El nitrito de etilo, preparado a partir de la reacción de etanol con nitrito de sodio y ácido sulfúrico, había sido ampliamente utilizado como diurético. El butirato de etilo se emplea como saborizante artificial a piña.
- Deshidratación. Ácidos fuerte que son desecantes, como el ácido sulfúrico, causa la deshidratación del etanol, sea para formar éter dietílico o etileno:

2 CH3CH2OH → CH3CH2OCH2CH3 + H2O (a 120'C)
CH3CH2OH → H2C=CH2 + H2O (a 180'C)
El producto que predomina, el éter dietílico o etileno, depende de la precisión de las condiciones de reacción.
- Oxidación. El etanol puede ser oxidado a acetaldehído, y además se oxida a ácido acético. En el cuerpo humano, estas son reacciones de oxidación catalizadas por enzimas (en efecto, este proceso de oxidación es el causante de la típica embriaguez). En el laboratorio, la oxidación de etanol a ácido acético se realizan mediante soluciones acuosas de agentes oxidantes fuertes, como por ejemplo el ácido crómico o el permanganato de potasio, y es difícil parar la reacción en acetaldehído cuando es a pleno rendimiento. El etanol puede ser oxidado a acetaldehído, sin pasar por la oxidación a ácido acético, haciéndolo reaccionar con el clorocromado de piridinio.[24] La oxidación directa de etanol a ácido acético usando ácido crómico, se indica a continuación:

C2H5OH + 2 [O] → CH3COOH + H2O
El producto de oxidación del etanol, el ácido acético, en el cuerpo humano se consume como nutrientes en forma de acetil CoA, donde el grupo acetil se puede usar como fuente de energía o utilizarse para la biosíntesis.
- Cloración. Cuando se expone al cloro, el etanol se oxida y su carbono alfa es clorado para formar un compuesto, el cloral.

4 Cl2 + C2H5OH → CCl3CHO + 5HCl
- Combustión. La combustión de etanol forma dióxido de carbono y agua:

C2H5OH(g) + 3 O2(g) → 2 CO2(g) + 3 H2O(l);

## Otras constantes
- Índice de refracción: nD20 = 1.361
- Concentración máxima permitida en los lugares de trabajo: 1000 ppm
- Dosis letal: LD50: 15.05 g/kg (vía oral)

## Síntesis
Para más información, véase etanol (combustible)
El etanol, a temperatura y presión ambientes, es un líquido incoloro y volátil que está presente en diversas bebidas fermentadas. Desde la antigüedad se obtenía el etanol por fermentación anaeróbica de una disolución con contenido en azúcares con levadura y posterior destilación.
Dependiendo del género de bebida alcohólica que lo contenga, el etanol aparece acompañado de distintas sustancias químicas que la dotan de color, sabor, y olor, entre otras características.

### Destilación: alcohol absoluto (alcohol de 100%)
Para obtener etanol libre de agua (alcohol absoluto) se aplica la destilación azeotrópica en una mezcla con benceno o ciclohexano. De estas mezclas se destila a temperaturas más bajas el azeótropo, formado por el disolvente auxiliar con el agua, mientras que el etanol se queda retenido. Otro método de purificación muy utilizado actualmente es la absorción física mediante tamices moleculares.[cita requerida]
A escala de laboratorio también se pueden utilizar desecantes como el magnesio, que reacciona con el agua formando hidrógeno y óxido de magnesio.[cita requerida]

## Aplicaciones y usos

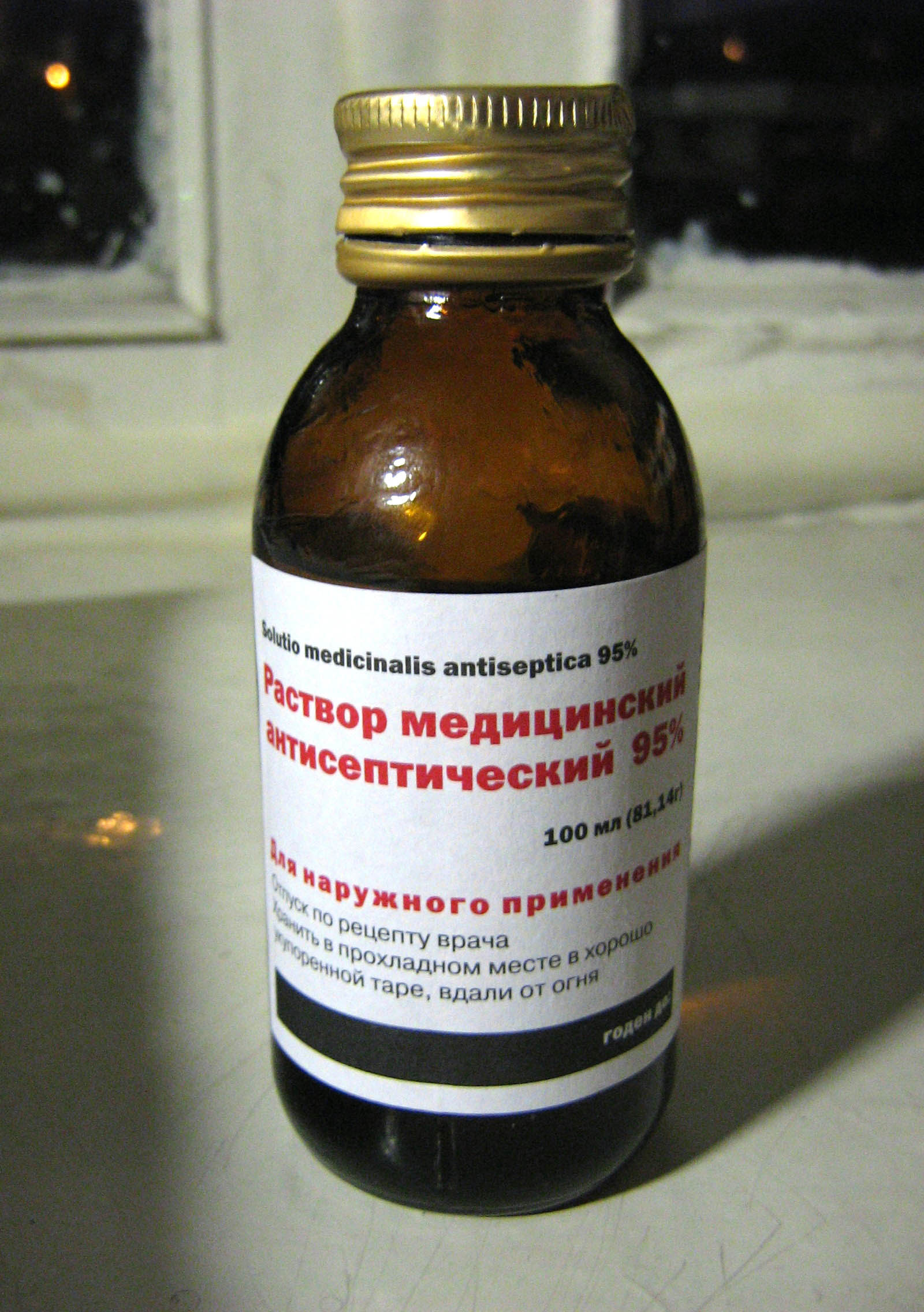
Medicamento producido a base de Etanol.

### Usos generales
Además de usarse con fines culinarios (bebida alcohólica), el etanol se utiliza ampliamente en muchos sectores industriales y en el sector farmacéutico, como excipiente de algunos medicamentos y cosméticos (es el caso del alcohol antiséptico 70° GL y en la elaboración de ambientadores y perfumes).
Es un buen disolvente, y puede utilizarse como anticongelante. También es un desinfectante. Su mayor potencial bactericida se obtiene a una concentración de aproximadamente el 70 %, ya que se reduce la tensión superficial de la célula bacteriana, facilitando el proceso de desnaturalización proteica.
Para su uso como antiséptico tópico se suele mezclar con aditivos como el alcanfor o cloruro de benzalconio a fin de evitar su ingestión y por tal motivo se expende como alcohol etílico desnaturalizado. Cabe destacar que también con este mismo fin se emplea el alcohol isopropílico, el cual no es potable.

### Industria química
La industria química lo utiliza como compuesto de partida en la síntesis de diversos productos, como el acetato de etilo (un disolvente para pegamentos, pinturas, etc.), el éter dietílico, etc.
También se aprovechan sus propiedades desinfectantes.

### Combustible
Se emplea como combustible industrial y doméstico. Este además contiene compuestos como la pirobitos exclusivamente a alcohol. Esta última aplicación se extiende también cada vez más en otros países para cumplir con el protocolo de Kioto. Estudios del Departamento de Energía de Estados Unidos dicen que el uso en automóviles reduce la producción de gases de invernadero en un 85 %.[cita requerida]
Mezclado con alcohol metílico al 5% se usa como combustible de algunos mecheros para destilación y por eso se le llama alcohol de quemar.

## Toxicología

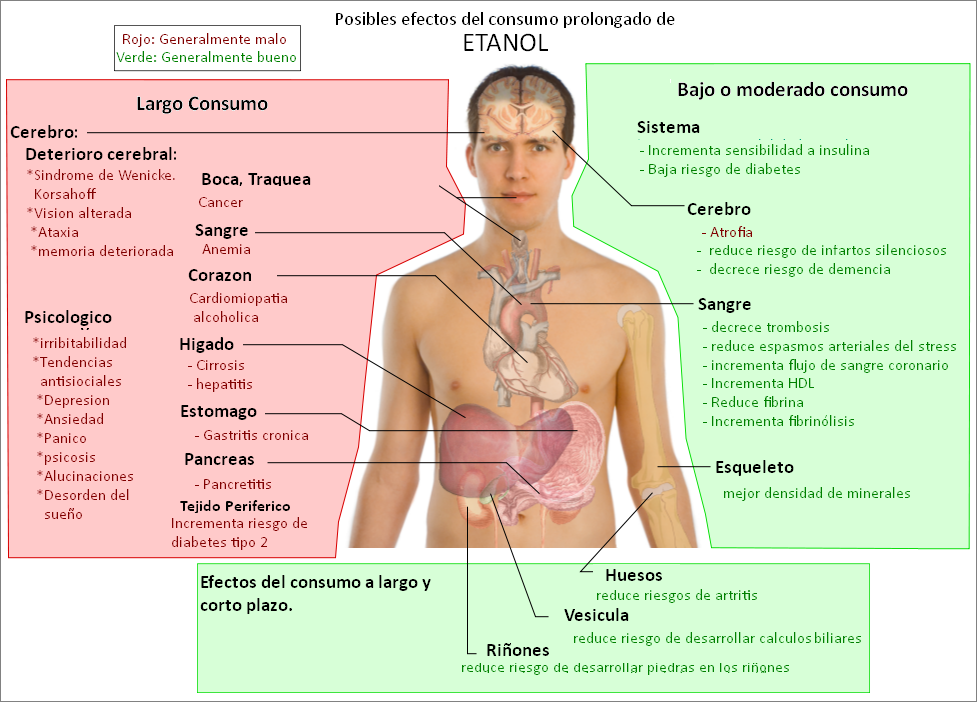
Posibles efectos a largo plazo a causa del etanol.

El etanol actúa sobre los receptores ácido γ-aminobutírico de tipo A (GABAa) como modulador alostérico positivo aumentando el flujo de iones transmembrana lo que induce a un estado de inhibición neuroquímica (efecto ralentizador). Produce efectos similares a las benzodiazepinas y los barbitúricos, que actúan sobre el mismo receptor aunque en sitios distintos. Esta semejanza incluye el potencial adictivo, que también es similar.
Por lo tanto, el etanol es una potente droga psicoactiva, que afecta al sistema nervioso central, provocando estados de euforia, desinhibición, mareos, somnolencia, confusión, ilusiones (como ver doble o que todo se mueve de forma espontánea). Al mismo tiempo, baja los reflejos. Con concentraciones más altas ralentiza los movimientos, impide la coordinación correcta de los miembros, pérdida temporal de la visión, descargas eméticas, etc. En ciertos casos se produce un incremento en la irritabilidad del sujeto intoxicado como también en la agresividad; en otra cierta cantidad de individuos se ve afectada la zona que controla los impulsos, volviéndose impulsivamente descontrolados y frenéticos. El consumo de grandes dosis de etanol causa embriaguez (intoxicación alcohólica), que puede provocar resaca una vez se han terminado los efectos. Según la dosis y la frecuencia con que se consuma, el etanol puede causar coma etílico, pérdida de conocimiento, una parálisis respiratoria aguda o incluso la muerte. Como el etanol perjudica las habilidades cognitivas, puede incitar a comportamientos temerarios o irresponsables. La toxicidad del etanol es causada en gran medida por su principal metabolito, el acetaldehído y su metabolito secundario, el ácido acético.Además, el uso prolongado también puede causar cáncer, anemia, hepatitis, deterioro cerebral, etc.
La dosis letal mediana (DL50) del etanol en ratas es de 10.3 g/kg. Otros alcoholes son significativamente más tóxicos que el etanol, en parte porque tardan mucho más en ser metabolizados y en parte porque su metabolización produce sustancias (metabolitos) que son aún más tóxicas. El metanol (alcohol de madera), por ejemplo, es oxidado en el hígado, con lo que se forma la sustancia venenosa formaldehído por la enzima alcohol deshidrogenasa; esto puede provocar ceguera o la muerte. Un tratamiento eficaz para evitar la intoxicación por formaldehído tras ingerir metanol es administrar etanol. La enzima alcohol deshidrogenasa tiene una mayor afinidad por el etanol, evitando así que el metanol se una y sirva de sustrato. De esta forma, el resto de metanol tendrá tiempo de ser excretado por los riñones. El formaldehído que quede será convertido en ácido fórmico y después excretado.
La resistencia al alcohol no parece aumentar en las personas adultas, de mayor peso y de menor altura, mientras que los niños son especialmente vulnerables. Se han comunicado casos de bebés que murieron por intoxicación debida a la inhalación de vapores de etanol tras haberles aplicado trapos impregnados de alcohol. La ingesta en niños puede conducir a un retardo mental agravado o a un subdesarrollo físico y mental (es por ese motivo que se prohíbe la venta de alcohol a menores de edad). También se han realizado estudios que demuestran que si las madres ingerían alcohol durante el embarazo, sus hijos podían ser más propensos a tener el síndrome de alcohólico fetal.

## Analítica
Un método de determinación de la concentración aproximada de etanol en la sangre aprovecha el hecho de que en los pulmones se forma un equilibrio que relaciona esta concentración con la concentración de vapor de etanol en el aire espirado. Este aire se hace pasar por un tubo donde se halla gel de silicio impregnado con una mezcla de dicromato y de ácido sulfúrico. El dicromato, de color rojo anaranjado, oxida el etanol a acetaldehído y es reducido, a su vez, a cromo (III), de color verde. La longitud de la zona que ha cambiado de color indica la cantidad de etanol presente en el aire si se hace pasar un determinado volumen por el tubo.